# Mappa del tesoro

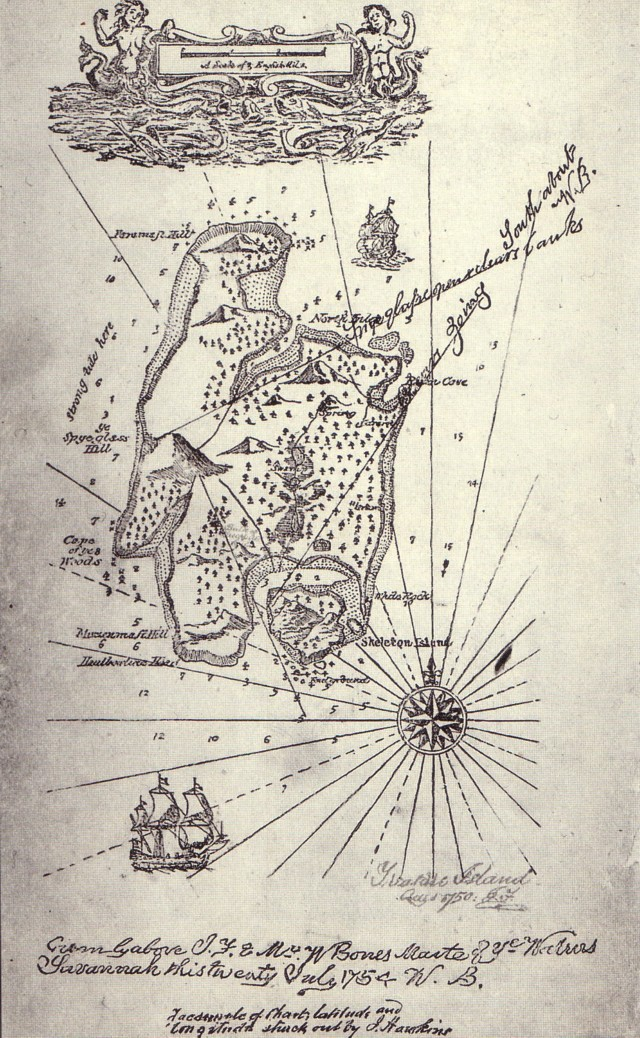
Mappa creata da Robert Louis Stevenson per L'isola del tesoro

Una mappa del tesoro è una mappa che indica l'ubicazione di un tesoro sepolto, di una miniera perduta, di un segreto di valore o di un luogo nascosto. Molto più comuni nell'immaginario che nella realtà, le "mappe del tesoro dei pirati" sono spesso descritte nelle opere di finzione come disegnate a mano e contenenti indizi criptici che i personaggi devono spesso seguire. A prescindere dall'uso letterario del termine, tutto ciò che risponde grossolanamente alla definizione di una "mappa" che descriva la posizione di un "tesoro" può appropriatamente essere chiamata una "mappa del tesoro".

## Mappe del tesoro nella Storia

### Pergamena di rame
Uno dei primi esempi di un documento che indichi la posizione di un tesoro sepolto è la pergamena di rame, recuperata tra gli altri rotoli del Mar Morto vicino a Qumran nel 1952. Si ritiene essere stata scritta tra il 50 ed il 100 a.C., e contiene una lista di 63 luoghi nei quali si troverebbero tesori nascosti di oro e argento, con indicazioni dettagliate per raggiungerli. La seguente è una traduzione in Inglese delle prime righe della Pergamena di Rame:
1:2 the steps leading to the East,

1:3 forty long cubits: a chest of silver and its vessels

1:4 with a weight of seventeen talents.»
Ad oggi, nessuno degli oggetti citati nella pergamena è stato ritrovato. Gli studiosi restano divisi sul fatto che la Pergamena di Rame indichi davvero luoghi dove sono sepolti tesori e, se così fosse, il loro numero totale ed i proprietari.

### Pirati
Sebbene il tesoro sepolto dei pirati sia un tema letterario molto sfruttato, esistono veramente pochi casi documentati di pirati che abbiano effettivamente nascosto sotto terra i propri averi, e non si hanno nella Storia mappe del tesoro realizzate da pirati. Un caso documentato di seppellimento del tesoro riguarda Sir Francis Drake, il quale sotterrò oro e argento spagnoli dopo aver depredato una carovana a Nombre de Dios. Dopodiché, andò a cercare le proprie navi, tornando sei ore più tardi per recuperare il bottino e salpare per l'Inghilterra. Drake non realizzò però una mappa. Un altro caso nel 1720 riguardò il Capitano Inglese Stratton, della Prince Eugene che, dopo aver probabilmente commerciato rum con i pirati nei Caraibi, seppellì il proprio oro vicino all'imboccatura della baia di Chesapeake. Un membro della sua ciurma, tale Morgan Miles, lo denunciò alle autorità, e si ritiene che il bottino sia stato interamente recuperato. In ogni caso, il Capitano Stratton non era un pirata, e non realizzò neanch'egli alcuna mappa.
Il pirata maggiormente responsabile per la nascita delle leggende sul tesoro sepolto dei pirati fu William Kidd. La storia vuole che Kidd seppellì tesori provenienti dalla nave Quedagh Merchant, saccheggiata da lui e la sua ciurma, su Gardiners Island, vicino a Long Island, New York, prima di essere catturato e rimandato in Inghilterra, dove fu sottoposto ad un processo pubblico e giustiziato. Sebbene la maggior parte del tesoro di Kidd sia stato recuperato da parte di persone che ne avevano preso possesso già prima dell'arresto del pirata (quali ad esempio sua moglie e vari altri, che avevano ricevuto istruzioni di tenerlo al sicuro), ci furono così tanto interesse ed attrazione pubblici che nacquero speculazioni riguardo al fatto che un'immensa fortuna fosse ancora nascosta e che Kidd l'avesse segretamente sepolta. Il Capitano Kidd effettivamente sotterrò una piccola parte del tesoro su Gardiners Island, in un punto noto come Cherry Tree Field; esso fu però recuperato da Richard Coote, I conte di Bellomont e spedito in Inghilterra per essere usato come prova contro il pirata. Nel corso degli anni molte persone hanno provato a trovare ciò che ipoteticamente sarebbe rimasto del tesoro di Kidd su Gardiners Island ed in altri luoghi, ma niente è mai stato rinvenuto.
Lungo la Storia molte persone hanno dichiarato di aver scoperto mappe ed altri indizi che avrebbero dovuto portare a tesori di pirati, o hanno ritenuto che mappe storiche fossero in realtà mappe del tesoro. Queste teorie non sono supportate da alcun studioso.

### El Dorado
Nel 1595, l'esploratore inglese Sir Walter Raleigh partì alla ricerca della leggendaria città di El Dorado. Naturalmente la città non venne mai trovata, ma Raleigh scrisse a lungo del suo viaggio verso il Sud America, durante il quale sosteneva di essere giunto molto vicino alla "grande Città Dorata di Manoa (che gli Spagnoli chiamano El Dorado)." A dispetto del fatto che la sua narrazione fosse molto poco realistica - descriveva ad esempio una tribù di persone senza testa - la sua reputazione suscitava tanto rispetto che altri cartografi a quanto pare utilizzarono la mappa di Raleigh come modello per le proprie. Il cartografo Jodocus Hondius incluse El Dorado nella sua mappa del Sud America nel 1598, così come l'editore olandese Theodore de Bry, cosa che diede origine a numerose (ed infruttuose) cacce alla città.

## Mappe del tesoro nell'immaginario
Le mappe del tesoro sono apparse in vesti molto variegate nella letteratura e nella cinematografia, a partire dallo stereotipo del disegno fatto a mano su carta lacera con una "X" a marcare il forziere, reso inizialmente popolare da Robert Louis Stevenson ne L'isola del tesoro (1883),, al criptico puzzle, come ne Lo scarabeo d'oro di Edgar Allan Poe (1843), arrivando al tatuaggio che indica un paradiso di terre emerse come visto nel film Waterworld (1995).

### Letteratura
La mappa del tesoro può essere utilizzata come espediente narrativo con diversi fini in un'opera letteraria:
- come motivazione, poiché può spingere i protagonisti ad intraprendere una ricerca;
- per esposizione, perché può spiegare in maniera concisa ai protagonisti la direzione da intraprendere;
- può illustrare, in vari punti della storia, quanto la ricerca abbia progredito;
- può fornire sfide ed ostacoli ai protagonisti, come indovinelli e puzzle;
- può generare conflitto laddove, ad esempio, i "cattivi" cerchino di sottrarre la mappa ai protagonisti.

Robert Louis Stevenson rese popolare l'idea della mappa del tesoro nel suo romanzo L'isola del tesoro, ma non fu il primo a parlarne. James Fenimore Copper scrisse nel 1849 I Leoni Marini, che comincia con la morte di un marinaio che si lascia dietro "due vecchie, sporche e lacere mappe", che conducono ad un paradiso per i cacciatori di foche nell'Antartico e ad un luogo nelle Indie Orientali dove i pirati avrebbero sepolto tesori, una trama quindi simile a quella del racconto di Stevenson.

### Film
La mappa del tesoro è stata sfruttata come espediente narrativo in diversi film.
- Nel film del 1984 All'inseguimento della pietra verde, una scrittrice di romanzi parte per la Colombia per recuperare la sorella rapita, e ben presto si ritrova nel mezzo di una pericolosa avventura.
- Nel film del 1985 I Goonies, una vecchia mappa conduce al tesoro nascosto di un leggendario pirata del diciassettesimo secolo.
- Nella commedia del 1994 Scappo dalla città 2, una mappa del tesoro viene realizzata da dei criminali.
- Nel film del 1995 Waterworld, una mappa del tesoro estremamente vaga e criptica è stata tatuata sulla schiena della piccola Enola. Tale mappa conduce i personaggi alla terraferma, che data l'ambientazione del film si può considerare un tesoro.
- Nella commedia animata del 2000 La strada per El Dorado, i due protagonisti vincono la mappa per la perduta città dell'oro. Dopo aver ritrovato El Dorado, i due sono scambiati per divinità, ed alla fine aiuteranno gli abitanti a nascondere la città dal mondo esterno.
- Nel film del 2004 Il mistero dei Templari, la scoperta di una mappa nascosta dà vita alla ricerca di un tesoro risalente al periodo coloniale.
- Nel film del 2007 Il mistero delle pagine perdute - National Treasure, il cacciatore di tesori Benjamin Gates utilizza una vecchia mappa per trovare la città perduta di Cibola.